# Vodní elektrárna (Třeština)
Vodní elektrárna je technická památka postavená v roce 1922 na levém břehu řeky Moravy v obci Třeština, okres Šumperk. V roce 2008 byla prohlášena národní kulturní památkou Česka (dále NKP) pod reg. číslem ÚSKP 326.

## Historie
V osadě Háj na mlýně se v roce 1873 usadila rodina Plhákova. V roce 1894 Hubert Plhák zakoupil elektrické dynamo, které bylo namontováno na hřídel vodního kola. Zařízení zabezpečovalo osvětlení mlýna. Později přikoupil druhé dynamo. V roce 1897 mlýn totálně vyhořel. Finanční prostředky Huberta Plháka dostačovaly pouze na výstavbu nového mlýna, proto se spojil s Rolnickým mlékařským družstvem v Třeštině a za jeho pomocí vznikla v roce 1901 První moravská zemědělská elektrárna, s. r. o., v té době první takováto společnost v Rakousko-uherské monarchii. Bylo pořízeno nové dynamo s výkonem 12 PS (8,95 kW). Pohon zajišťoval řemen vedený od mlýnského kola. Vyrobena elektřina (stejnosměrný proud) byla v Hajském mlýně používána k pohonu elektrických strojů a osvětlení a pomocí dvou kilometrového vedení zajišťovaly pohon elektromotorů v mlékárně a v obci napájely 70 žárovek. Na vedení byly značné ztráty až kolem 50% v napětí, to je na dynamu bylo elektrické napětí 240–300 V a v obci jen 100 V. Hubert Plhák chtěl modernizovat elektrárnu, zamezit ztrátám převedením výroby na střídavý proud modernějším způsobem. Vedení mlékárny na tento způsob nepřistoupilo a stejnosměrný proud byl vyráběn až do roku 1914, kdy byla i obec přepnuta na střídavý proud.
V období 1908–1909 Hubert Plhák postavil v sousedství mlýna novou budovu elektrárny (tzv. Stará elektrárna Háj), která už byla vybavena vodní turbínou a generátorem vyrábějící střídavý proud. Proud byl dodáván z této elektrárny do obcí Dubicko a Hrabová. Elektrické družstvo v Třeštině odkoupilo v roce 1914 původní elektrické zařízení mlýna od První moravské zemědělské elektrárny.
V roce 1921 se rozhodl syn Huberta Plháka Karel postavit novou elektrárnu. Vypracování projektu bylo zadáno architektům Bohuslavu Fuchsovi a Josefu Štěpánkovi, výstavbou byla pověřena firma Bernarda Sychravy z Olomouce. Výstavba byla provedena v období let 1921–1922. Nová elektrárna je plně funkční doposud. Stará elektrárna Háj je zachována, je nefunkční, má upravený náhon a odpadní náhon je částečně zasypán.

## Vtokový objekt a náhon
Na řece Moravě v km 283,9 se nachází vzdouvací jez Háj se stavidlem a na pravém břehu na začátku náhonu, který vede k Nové elektrárně, je vtokový objekt (součást NKP). Vtokový objekt je přehrazen šesti nezávislými nápustnými stavidly, které jsou ovládány z železobetonové lávky umístěné na betonových opěrách a středovém sloupku. Manipulaci s tabulemi nápustných stavidel zajišťuje ozubená tyč s převody pomocí elektromotorů.
Za vtokovým objektem vede umělý kanál (náhon) široký 12 m u dna v průřezu otevřeného lichoběžníku. V levém břehu náhonu je zasypané nápustní stavidlo zrušeného přívodního náhonu do Staré elektrárny Háj a Hájského mlýna.

## Stavební podoba

### Exteriér
Omítaná budova vodní elektrárny s fasádou cihelné barvy stojí nad kanálem. Její půdorys je obdélný. Stavebním materiálem je železobeton a cihelné zdivo. Na fasádě jsou vlnkovité ornamentální prvky, které symbolizují přívod vody k turbíně. V čelním pohledu vychází z vody mohutný pilíř přecházející v podnož a střední pilastr, který vrcholí v atice předávající elektrickou energii. Centrální hala je zastřešena půlkruhovou střechou, severní hala má rovnou střechu.

### Interiér
Stavba má dvě haly. Severní hala, určená k čištění vody a přívodu vody k turbínám, má železobetonové pilíře a strop do výše jednoho patra, je prosvětlená továrními okny. Centrální hala je vyšší, v arkádové dělicí části jsou mramorové rozvodné desky. Hala je osvětlena velkými továrními okny. Vnitřní vybavení tvořily dvě Francisovy turbíny a generátory, které vyrobily Škodovy závody v Plzni a ČKD. Turbíny měly výkon 416 PS a 350 PS. Za segmentovými arkádami je rozvodna vysokého a nízkého napětí, v západní části haly s turbínou se v rohu nachází točité litinové schodiště do prostoru nad rozvodnou. V roce 1974 byla rozebrána a vyřazena turbína o výkonu 350 PS ze Škodových závodů.